# Rana Daggubati
Ramanaidu "Rana" Daggubati (Chennai, 14 december 1984), is een Indiaas acteur die met name in de Telugu filmindustrie werkt maar ook actief is in de Tamil en Hindi filmindustrie.

## Biografie
In 2005 begon Daggubati zijn eigen filmproductiebedrijf, Spirit Media, dat gespecialiseerd is in animatie en visual effects. Hij leidt Ramanaidu Studios, opgezet door zijn grootvader filmmaker D. Ramanaidu, en beheert ook het productiehuis Suresh Productions dat daaronder valt samen met zijn vader filmmaker D. Suresh Babu en zijn oom Venkatesh.
In 2010 maakte Daggubati zijn acteerdebuut met de Telugu film Leader wat een van zijn meest winstgevende films werd en hem twee awards opleverde voor Beste Mannelijke Debuut. In 2011 maakte hij zijn Hindi debuut met Dum Maaro Dum, zijn acteerwerk werd geprezen en het leverde hem opnieuw een award op voor Beste Mannelijke Debuut. In 2013 verscheen hij in een gastrol in zijn eerste Tamil film Arrambam. In 2015 was hij te zien als de antagonist in Baahubali: The Beginning, wat India's duurste en meest winstgevende film was. In 2017 maakte hij deel uit van het vervolg Baahubali 2: The Conclusion dat wederom de duurste en twee na meest winstgevende film werd. 
Daggubati wordt beschreven als een van de weinige acteurs in India die een pan-Indiase aantrekkingskracht heeft weten te verwerven, doordat hij verschillende rollen heeft vervuld, van hoofdrollen tot ondersteunende karakters, in verschillende talen.

## Filmografie
- Alle werken zijn in het Telugu, tenzij anders vermeld.

### als acteur
| Jaar | Film                        | Rol                         | Opmerking                                  |
| ---- | --------------------------- | --------------------------- | ------------------------------------------ |
| 2010 | Leader                      | Arjun Prasad                |                                            |
| 2011 | Dum Maaro Dum               | DJ Joaquim Fernandes        | Hindi film                                 |
| 2011 | Nenu Naa Rakshasi           | Abhimanyu                   |                                            |
| 2012 | Naa Ishtam                  | Ganesh                      |                                            |
| 2012 | Department                  | Shiv Narayan                | Hindi film                                 |
| 2012 | Krishnam Vande Jagadgurum   | B. Tech Babu                |                                            |
| 2013 | Yeh Jawaani Hai Deewani     | Vikram Sahai                | Hindi film, gastoptreden                   |
| 2013 | Something Something         | zichzelf                    | gastoptreden                               |
| 2013 | Arrambam                    | Sanjay                      | Tamil film, gastoptreden                   |
| 2015 | Baby                        | Jai Singh Rathore           | Hindi film                                 |
| 2015 | Dongaata                    | zichzelf                    | gastoptreden                               |
| 2015 | Baahubali: The Beginning    | Bhallaladeva/ Palvaalthevan | Telugu/ Tamil, tweetalige film             |
| 2015 | Rudhramadevi                | Chalukya Veerabhadra        |                                            |
| 2015 | Size Zero                   | zichzelf                    | gastoptreden,Telugu/ Tamil tweetalige film |
| 2015 | Inji Iduppazhagi            | zichzelf                    | gastoptreden,Telugu/ Tamil tweetalige film |
| 2016 | Bangalore Naatkal           | Shiva Prasad                | Tamil film                                 |
| 2017 | Ghazi                       | Arjun Verma                 | Telugu/ Hindi, tweetalige film             |
| 2017 | The Ghazi Attack            | Arjun Verma                 | Telugu/ Hindi, tweetalige film             |
| 2017 | Baahubali 2: The Conclusion | Bhallaladeva/ Palvaalthevan | Telugu/ Tamil, tweetalige film             |
| 2017 | Nene Raju Nene Mantri       | Radha Jogendra              |                                            |
| 2018 | Welcome to New York         | Rana Daggubati              | Hindi film, gastoptreden                   |
| 2019 | NTR: Kathanayakudu          | N. Chandrababu Naidu        | gastoptreden                               |
| 2019 | NTR: Mahanayakudu           | N. Chandrababu Naidu        |                                            |
| 2019 | Housefull 4                 | Raja Gama/ Pappu Rangeela   | Hindi film                                 |
| 2019 | Enai Noki Paayum Thota      |                             | regisseur, Tamil film, gastoptreden        |
| 2021 | Kaadan                      | Veerabarathi "Kaadan"       | Tamil, Telugu, Hindi, drietalige film      |
| 2021 | Aranya                      | Narendra Bhupathi "Aranya"  | Tamil, Telugu, Hindi, drietalige film      |
| 2021 | Haathi Mere Saathi          | Sumitranandan "Bandev"      | Tamil, Telugu, Hindi, drietalige film      |
| 2022 | 1945                        | Adhi                        | Telugu/ Tamil, tweetalige film             |
| 2022 | Bheemla Nayak               | Daniel Shekar               |                                            |
| 2022 | Virata Parvam               | Dr. Ravi Shankar            |                                            |
| 2023 | Spy                         | Arjun                       | gastoptreden                               |
| 2024 | Vettaiyan                   | Natraj                      | Tamil film                                 |

### Achter de schermen
| Jaar | Film                   | Rol                                  | Opmerking                       |
| ---- | ---------------------- | ------------------------------------ | ------------------------------- |
| 2004 | Bommalata              | mede-producent                       |                                 |
| 2006 | Laxmi                  | visuele effecten coördinator         |                                 |
| 2006 | Sainikudu              | visuele effecten coördinator         |                                 |
| 2006 | Thirupathi             | visuele effecten coördinator         | Tamil film                      |
| 2017 | Winner                 | buitenbeeldse verteller              |                                 |
| 2018 | Rajaratham             | Rajaratham (buitenbeeldse verteller) |                                 |
| 2018 | Avengers: Infinity War | stemacteur                           | stem Thanos                     |
| 2018 | C/o Kancharapalem      | producent en distributeur            |                                 |
| 2018 | Subrahmanyapuram       | buitenbeeldse verteller              |                                 |
| 2019 | Avengers: Endgame      | stemacteur                           | stem Thanos                     |
| 2019 | Action                 | zanger                               | nummer "Lights, Camera, Action" |
| 2020 | Krishna and His Leela  | producent                            |                                 |
| 2021 | Love Story             | voice-over rechter                   |                                 |
| 2022 | RRR                    | stemacteur                           | stem Ray Stevenson              |
| 2022 | Virata Parvam          | producent                            |                                 |
| 2022 | Ponniyin Selvan: I     | buitenbeeldse verteller              |                                 |
| 2025 | Uppu Kappurambu        | buitenbeeldse verteller              |                                 |

### Televisie en Webseries
| Jaar       | Programma                             | Rol                             | Platform    | Opmerking                      |
| ---------- | ------------------------------------- | ------------------------------- | ----------- | ------------------------------ |
| 2017       | 2de IIFA Utsavam                      | presentator                     |             |                                |
| 2017       | Bigg Boss 1                           | gast presentator                |             |                                |
| 2017–2021  | No. 1 Yaari with Rana                 | presentator                     | Viu/ Aha    |                                |
| 2017       | Social                                | Vikram Sampath en ook producent | Viu         |                                |
| 2021       | Mission Frontline with Rana Daggubati | presentator                     | Discovery+  | engelstalig                    |
| 2023       | Rana Naidu                            | Rana Naidu                      | Netflix     |                                |
| 2023       | Maya Bazaar For Sale                  | producent                       | ZEE5        |                                |
| 2024       | Modern Masters: S. S. Rajamouli       | zichzelf                        | Netflix     | engelstalige documentaire film |
| 2024       | 3de IIFA Utsavam                      | presentator                     |             |                                |
| 2024       | Nayanthara: Beyond the Fairytale      | zichzelf                        | Netflix     | engelstalige documentaire film |
| 2024-heden | The Rana Daggubati Show               | presentator, maker en producent | Prime Video |                                |